# منطقه نمونه گردشگری دریاچه ولشت
منطقه نمونه گردشگری دریاچه ولشت یک منطقه گردشگری در شهرستان چالوس در استان مازندران  واقع شده است.